# Saxònia-Weimar-Eisenach
Sachsen-Weimar-Eisenach o Saxònia-Weimar-Eisenach fou un ducat de la dinastia dels ernestins, al territori de l'actual Turíngia. Fou estat membre del Sacre Imperi fins a la seva dissolució el 6 d'agost del 1806, imposada per Napoleó. La capital fou Weimar. El ducat va néixer el 1741, quan el Ducat de Saxònia-Eisenach va passar a formar part del Ducat de Saxònia-Weimar.

Escut del Gran Ducat de Saxònia-Weimar-Eisenach

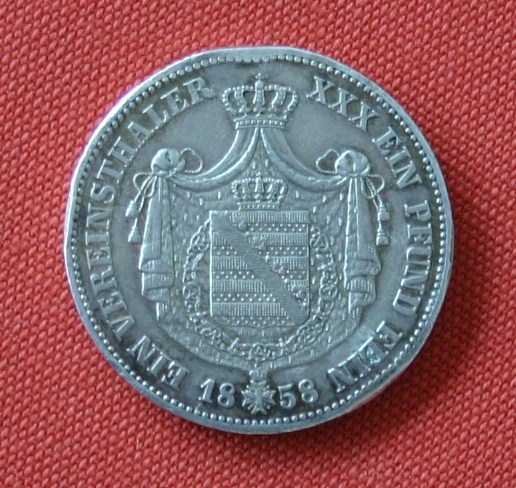
Revers d'un Vereinsthaler (o tàler de la Unió Duanera Alemanya) del Gran Duc Carles Alexandre, 1858

El 1806 s'adherí a la Confederació del Rin (Rheinbund en alemany). El duc Carles August (1758-1815) el 1813 es va arrenglerar al costat dels Aliats contra el Primer Imperi Francès. En recompensa, el 1815 va rebre el títol de Gran Duc (com a tal va regnar entre 1815 i 1828) i un augment territorial considerable.
El 1815 passà a formar part de la Confederació Germànica (Deutscher Bund en alemany).
El 18 d'agost del 1866 entrà a formar part de la Confederació de l'Alemanya del Nord (Norddeutscher Bund en alemany).
El 18 de gener del 1871 fou un dels vint-i-cinc estats confederats constituents de l'Imperi Alemany (Deutsches Kaiserreich en alemany) a la Galeria dels Miralls del Palau de Versalles.
El 10 de gener del 1903 el nom del Gran Ducat fou modificat per decret aparegut en el Regierungsblatt. La seva designació oficial passà a ser Gran Ducat de Saxònia (Großherzogtum Sachsen en alemany).
El Gran Ducat fou abolit arran de la Revolució Alemanya del 1918-1919. El 9 de novembre del 1918 va abdicar el darrer Gran Duc Guillem Ernest. El va succeir la República de Saxònia-Weimar-Eisenach (Freistaat Sachsen-Weimar-Eisenach en alemany). L'u de maig del 1920, la República de Saxònia-Weimar-Eisenach, la República de Saxònia-Meiningen, la República de Saxònia-Altenburg, la República de Saxònia-Gotha, la República de Schwarzburg-Rudolstadt, la República de Schwarzburg-Sondershausen i el Volksstaat de Reuß es fusionaren per constituir el nou Land de Turíngia, la capital del qual seria l'antiga capital del Gran Ducat, Weimar.